# 37ste uitreiking van de Premios Goya
De 37ste uitreiking van de Premios Goya vond plaats in het Palacio de Congresos y Exposiciones de Sevilla in Sevilla op 11 februari 2023.

## Achtergrond
Op 31 mei 2022 werd bekendgemaakt dat de ceremonie zal plaatsvinden in Sevilla. Dit is de eerste keer sinds de 33ste uitreiking dat de ceremonie in de Andalusische hoofdstad plaatsvindt. Op 29 juni 2022 werd aangekondigd dat de ceremonie plaatsvindt op 11 februari 2023 en in het Palacio de Congresos y Exposiciones de Sevilla (FIBES) zal worden gehouden. Tevens werd bekendgemaakt dat het aantal nominaties per categorie wordt verhoogd van 4 naar 5. In november 2022 werd bekendgemaakt dat Antonio de la Torre en Clara Lago de presentatie voor hun rekening nemen.
De nominaties werden bekendgemaakt op 1 december 2022 door actrices Blanca Portillo en Nora Navas. De film As bestas kreeg de meeste nominaties (17) gevolgd door Modelo 77 (16) en Alcarràs en Cinco lobitos (beide 11). De ere-Goya gaat naar Carlos Saura.
De uitreiking vond plaats op 11 februari 2023. De film As bestas was de grote winnaar met 9 prijzen, gevolgd door Modelo 77 met vijf prijzen.

## Winnaars en genomineerden
| Beste film | Beste regisseur |
| --- | --- |
| - As bestas - Alcarràs - Cinco lobitos - La maternal - Modelo 77 | - Rodrigo Sorogoyen — As bestas - Carla Simón — Alcarràs - Pilar Palomero — La maternal - Carlos Vermut — Matícora - Alberto Rodríguez Librero — Modelo 77 |
| Beste acteur | Beste actrice |
| - Denis Ménochet — As bestas - Luis Tosar — En los márgenes - Nacho Sánchez — Mantícora - Javier Gutiérrez — Modelo 77 - Miguel Herrán — Modelo 77 | - Laia Costa — Cinco lobitos - Marina Foïs — As bestas - Anna Castillo — Girasoles silvestres - Bárbara Lennie — Los renglones torcidos de Dios - Vicky Luengo — Suro |
| Beste mannelijke bijrol | Beste vrouwelijke bijrol |
| - Luis Zahera — As bestas - Diego Anido — As bestas - Ramón Barea — Cinco lobitos - Fernando Tejero — Modelo 77 - Jesús Carroza — Modelo 77 | - Susi Sánchez — Cinco lobitos - Marie Colomb — As bestas - Carmen Machi — Cerdita - Penélope Cruz — En los márgenes - Ángela Cervantes — En la maternal |
| Beste debuterend acteur | Beste debuterend actrice |
| - Telmo Irureta — La consagración de la primavera - Albert Bosch — Alcarràs - Jordi Pujol Dolcet — Alcarràs - Mikel Bustamante — Cinco lobitos - Christian Checa — En los márgenes | - Laura Galán — Cerdita - Anna Otin — Alcarràs - Luna Pamies — El agua - Valéria Sorolla — La consagración de la primavera - Zoe Stein — Mantícora |
| Beste origineel scenario | Beste bewerkt scenario |
| - Isabel Peña, Rodrigo Sorogoyen — As bestas - Arnau Vilaró, Carla Simón — Alcarràs - Alauda Ruiz de Azúa — Cinco lobitos - Carlos Vermut — Mantícora - Alberto Rodríguez, Rafael Cobos — Modelo 77 | - Fran Araújo, Isa Campo, Isaki Lacuesta — Un año, una noche - Carlota Pereda — Cerdita - Paul Urkijo Alijo — Irati - Guillem Clua, Oriol Paulo — Los renglones torcidos de Dios - David Muñoz, Félix Viscarret — No mires a los ojos |
| Beste Ibero-Amerikaanse film | Beste Europese film |
| - Argentina, 1985 — Argentinië - 1976 — Chili - La jauría — Colombia - Noche de fuego — Mexico - Utama — Bolivia | - Verdens verste menneske — Noorwegen - Belfast — Verenigd Koninkrijk - È stata la mano di Dio — Italië - Illusions perdues — Frankrijk - Un monde — België |
| Beste debuterend regisseur | Beste animatiefilm |
| - Alauda Ruiz de Azúa — Cinco lobitos - Carlota Pereda — Cerdita - Elena López Riera — El agua - Juan Diego Botto — En los márgenes - Mikel Gurrea — Suro | - Unicorn Wars - Black is Beltza II: Ainhoa - Inspector Sun y la maldición de la viuda negra - Los demonios de barro - Tadeo Jones 3. La tabla esmeralda |
| Beste camerawerk | Beste montage |
| - Álex de Pablo — As bestas - Daniela Cajías — Alcarràs - Jon D. Domínguez — Cinco lobitos - Arnau Valls Colomer — Competencia oficial - Álex Catalán — Modelo 77 | - Alberto del Campo — As bestas - Ana Pfaff — Alcarràs - Andrés Gil — Cinco lobitos - José M. G. Moyano — Modelo 77 - Fernando Franco, Sergi Díes — Un día, una noche |
| Beste artdirector | Beste productiemanager |
| - Pepe Domínguez del Olmo — Modelo 77 - Mónica Bernuy — Alcarràs - José Tirado — As bestas - Melanie Antón — La piedad - Sylvia Steinbrecht — Los renglones torcidos de Dios | - Manuela Ocón — Modelo 77 - Elisa Sirvent — Alcarràs - Carmen Sánchez de la Vega — As bestas - Sara García — Cerdita - María José Díez — Cinco lobitos |
| Beste geluid | Beste speciale effecten |
| - Aitor Berenguer, Fabiola Ordoyo, Yasmina Praderas — As bestas - Eva Valiño, Thomas Giorgi, Alejandro castillo — Alcarràs - Asier González, Eva de la Fuente, Roberto Fernández — Cinco lobatos - Daniel de Zayas, Miguel Huete, Pelayo Gutiérrez, Valeria Arcieri — Modelo 77 - Amanda Villavieja, Eva Valiño, Marc Orts, Alejandro Castillo — Un año una noche | - Esther Ballesteros, Ana Rubio — Modelo 77 - Mariano García, Jordi Costa — Exorcismos - Oscar Abades, Ana Rubio — As bestas - Jon Serrano, David Heras — Irati - Lluis Rivera, Laura Pedro — Malnazidos |
| Beste kostuums | Beste grime en haarstijl |
| - Fernando García — Modelo 77 - Paola Torres — As bestas - Nerea Torrijos — Irati - Suevia Sampelayo — La piedad - Alberto Valcárcel — Los renglones torcidos de Dios - Cristina Rodríguez — Malnazidos | - Yolanda Piña, Félix Terrero — Modelo 77 - Irene Pedrosa, Jesús Gil — As bestas - Paloma Lozano, Nacho Díaz — Cerdita - Sarai Rodríguez, Raquel González, Óscar de Monte — La piedad - Montse Santfeliu, Carolina Atxukarro, Pablo Perona — Los renglones torcidos de Dios |
| Beste filmmuziek | Beste origineel nummer |
| - Olivier Arson — As bestas - Aránzazu Calleja, Maite Arroitajauregi — Irati - Iván Palomares — Las niñas de cristal - Fernando Velázquez — Los renglones torcidos de Dios - Julio de la Rosa — Modelo 77 | - "Sintiéndolo mucho" van Joaquín Sabina y Leiva — Sintiéndolo mucho - "En los márgenes" van Eduardo Cruz, María Rozalén — En los márgenes - "Izena duena bada" van Aránzazu Calleja, Maite Arroitajauregui, Paul Urkijo Alijo — Irati - "Un paraíso en el sur" van Paloma Peñarrubia Ruiz, Vanesa Benítez Zamora — La vida chipén - "Batalla" van Joseba Beristain — Unicorn Wars |
| Beste korte film | Beste korte animatiefilm |
| - Arquitectura emocional 1959 - Chaval - Cuerdas - La entrega - Sorda | - Loop - Amanece la noche más larga - Amarradas - La prima cosa - La primavera siempre vuelve |
| Beste documentaire | Beste korte documentaire |
| - Labordeta, un hombre sin más — Paula Labordeta, Gaizka Urresti - A las mujeres de España. María Lejárraga — Laura Hojman - El sostre groc — Isabel Coixet - Oswald. El falsificador — Kike Maíllo - Sintiéndolo mucho — Fernando León de Aranoa | - Maldita. A love song to Sarajevo - Dancing with Rosa - La Gàbia - Memoria - Trazos del alma |
| Ere-Goya | |
| Carlos Saura | |
| Internationale Ere-Goya | |
| Juliette Binoche | |

## Nominaties en prijzen per film
| Film                            | Nominaties | Prijzen |
| ------------------------------- | ---------- | ------- |
| As bestas                       | 17         | 9       |
| Modelo 77                       | 16         | 5       |
| Alcarràs                        | 11         | 0       |
| Cinco lobitos                   | 11         | 3       |
| Cerdita                         | 6          | 1       |
| Los renglones torcidos de Dios  | 6          | 0       |
| En los márgenes                 | 5          | 0       |
| Irati                           | 5          | 0       |
| Mantícora                       | 4          | 0       |
| La maternal                     | 3          | 0       |
| La piedad                       | 3          | 0       |
| Un año, una noche               | 3          | 1       |
| El agua                         | 2          | 0       |
| La consagración de la primavera | 2          | 1       |
| Sintiéndolo mucho               | 2          | 1       |
| Suro                            | 2          | 0       |